# Gorilla beringei
O gorila-do-oriente (nome científico: Gorilla beringei) é uma espécie do género Gorila, que se subdivide em duas subespécies: a Gorilla beringei graueri, mais numerosa, com aproximadamente 4.000 indivíduos; e a Gorilla beringei beringei, da qual restam apenas 700 indivíduos.

## Características
O gorila-do-oriente é o maior hominídeo ainda extante, com uma longa cabeça, peito largo e longos braços. Possui um nariz achatado com narinas amplas. A face, mãos, pés e peito são desprovidos de pêlos, os quais são negros nas partes existentes (exceto no lombo, cujos pêlos são acinzentados). Os pêlos tornam-se completamente acinzentados com o envelhecimento.
O Gorilla beringei graueri é mais baixo, robusto e possui pelagem mais negra que o gorila-das-montanhas, apresentando dimorfismo sexual quanto ao tamanho: os machos são muito maiores do que as fêmeas, podendo pesar mais de 220 kg. O maior gorila-do-oriente registrado foi um indivíduo macho com 1,94 m em Kivu (República Democrática do Congo) em maio de 1983, enquanto que o mais pesado foi regirstrado em Ambam (Camarões) e pesava 266 kg.

## Distribuição e habitat
Vive nas terras baixas e montanhas de florestas úmidas e florestas subalpinas do leste da República Democrática do Congo, sudoeste de Uganda e Ruanda, dentro do triângulo entre o Rio Lualaba, Lago Eduardo e Lago Tanganica. Prefere florestas com um substrato denso de plantas.
Em 2016 restam apenas 5 mil exemplares de Gorilas do Oriente à face da Terra, a espécie enfrenta o risco de desaparecer totalmente.

## Hábitos
A espécie vive em pequenos grupos, contendo mais de 40 indivíduos. Um grupo é liderado pelo macho dominante, de costas acinzentadas, algumas fêmeas e sua prole. Esta espécie de gorila não é territorial e a área de determinado grupo de gorilas geralmente se sobrepõe a de outros grupos.
É diurno e herbívoro. Sua dieta consiste principalmente de frutos e folhas. A maior parte de seu tempo é gasto com a busca de alimento ou descansando.